# 오가초등학교
오가초등학교는 대한민국 충청남도 예산군 오가면 역탑리에 있는 공립 초등학교다.

## 학교 연혁
| 1922년 | 4월 20일  | 오가공립보통학교 개교(설립인가 4월 1일) |
| 1927년 | 4월 1일   | 6년제 개편                              |
| 1938년 | 4월 1일   | 오가공립심상소학교로 개칭               |
| 1941년 | 4월 1일   | 오가공립국민학교로 개칭                 |
| 1950년 | 6월 1일   | 양막분교장 설립인가                     |
| 1981년 | 2월 24일  | 병설유치원 개원                         |
| 1989년 | 12월 19일 | 다목적 교실 ‘지성관’ 신축               |
| 1996년 | 3월 1일   | 오가초등학교로 개칭                     |
| 2002년 | 10월 22일 | 다목적 강당 ‘성지관’ 신축               |
| 2008년 | 2월 28일  | 급식실 개축                             |
| 2008년 | 3월 1일   | 초등 7학급(특수 1학급) 편성             |
| 2008년 | 3월 1일   | 병설유치원 1학급 편성                   |
| 2015년 | 2월 6일   | 제90회 졸업(총 졸업생수 10,600명)       |
| 2015년 | 3월 1일   | 초등 7학급(특수 1학급) 편성             |
| 2015년 | 3월 1일   | 병설유치원 1학급 편성                   |
| 2017년 | 2월 10일  | 제92회 졸업(총 졸업생수 10,626명)       |
| 2017년 | 3월 1일   | 초등 7학급(특수1학급) 편성              |
| 2017년 | 3월 1일   | 병설유치원 1학급 편성                   |

## 참고 자료
- 오가초등학교 - 한국교육학술정보원 학교알리미